# Operacja Sea-Spray
Operacja Sea-Spray (pol. Sprej morski) – tajny eksperyment wojny biologicznej Marynarki Wojennej Stanów Zjednoczonych przeprowadzonym w 1950 r., podczas którego bakterie Serratia marcescens i Bacillus globigii zostały rozpylone nad obszarem Zatoki San Francisco w Kalifornii w celu ustalenia potencjalnych konsekwencji ataku biologicznego na San Francisco.
Przeprowadzono go między 20 a 27 września 1950 roku.
11 października 1950 roku jedenastu mieszkańców zgłosiło się do szpitala Stanford w San Francisco z powodu bardzo rzadkich, poważnych infekcji dróg moczowych. Dziesięciu z nich wyzdrowiało, jednak Edward J. Nevin, który niedawno przeszedł operację prostaty, zmarł trzy tygodnie później z powodu infekcji zastawki serca. Epidemia infekcji dróg moczowych była tak nieswoista, że lekarze ze Stanford opisali ją w czasopiśmie medycznym.  Liczba przypadków zapalenia płuc w San Francisco również wzrosła po wypuszczeniu Serratia marcescens, choć i tutaj związek przyczynowy również nie został jednoznacznie potwierdzony.
W 1977 r. Podkomisja Senatu Stanów Zjednoczonych ds. Zdrowia i Badań Naukowych przeprowadziła serię przesłuchań, podczas których armia amerykańska ujawniła istnienie tego eksperymentu.